# Абеокута (держава)
Абео́кута (англ. Abeokuta) — місто-держава, що існувало на південному заході сучасної Нігерії (сучасне місто Абеокута) в XIX — на початку XX стст.
Держава заснована приблизно 1830 року егба (етногрупою народу йоруба) під керівництвом Шодеке на місці мисливської стоянки на східному березі річки Огун (з мови йоруба Абеокута означає — «місто під скелями»).
В умовах політичної нестабільності земель йоруба після розпаду держави Ойо Абеокута стала пристанищем для втікачів із міст та поселень Ойо та інших держав йоруба. В 1850-их роках в Абеокуті нараховувалось приблизно 60 тис. осіб. Місто займало ключові позиції на торгових шляхах між узбережжям затоки Бенін та глибинними областями народу йоруба. В 1851 та 1864 роках на Абеокуту нападали з боку Дагомеї.
В 1840-их роках в державі європейськими християнськими місіонерами була відкрита місіонерська станція, була утворена також торгова факторія. В 1842 році в Абеокуту переселилась група звільнених рабів-християн із Сьєрра-Леоне. В 1848 році через втручання місіонерів у внутрішні справи держави, їх було вигнано з Абеокути. В 1867 році в місті пройшов бунт, направлений проти місіонерів та європейських торговців.
Починаючи з Окікекуна (1854-62) вождь, який носив титул алаке, вважався верховним правителем міста. В 1880-их роках звільнений раб із Сьєрра-Леоне Дж.У.Джонсон сформував новий орган правління — «Об'єднану раду по управлінню Егба», який складався з традиційних вождів та представників звільнених рабів-християн, які намагались відстояти незалежність Абеокути та Егба в епоху колоніального розподілу Африки. За договором 1893 року, який був підписаний губернатором англійської колонії Лагос Дж.Т.Картером від імені британського уряду, Абеокуті гарантувалась недоторканість території при умовах підтримки владою міста діяльності християнських місіонерів та встановлення повної свободи торгівлі між Лагосом та Абеокутою. Договір був анульований в 1914 році, а місто оголошене частиною британського протекторату Нігерія.